# Пікулін Віталій Володимирович
Віта́лій Володи́мирович Піку́лін (нар. 10 жовтня 1971, Ленінград) — полковник Збройних сил України, заступник Командувача Сил спеціальних операцій, командир 3-го окремого полку спеціального призначення (Кропивницький) до січня 2016 року.

## З життєпису
Пікулін Віталій Володимирович народився 10 жовтня 1971 року в Ленінграді. Служив у 10-й окремій бригаді спеціального призначення. директивою Міністра оборони України від 3 червня 1998 року 10-ту бригаду спеціального призначення було переформовано на 1-й окремий полк спеціального призначення, який 7 вересня 2000 року отримав найменування 3-го полку спеціального призначення. До 2016 був командиром 3-го полку.
Під керівництвом Пікуліна бійці 3-го полку щорічно займали призові місця під час професійних міжнародних та вітчизняних змагань розвідувальних та спеціальних підрозділів. На момент початку антитерористичної операції на сході України, 3-й полк спеціального призначення вважався одним із найбоєздатніших підрозділів в Україні. Віталій Володимирович Пікулін брав активну участь у Збройному конфлікті на сході України. У 2016 став начальником управління Сил спеціальних операцій. На даний момент є заступником командувача Сил спеціальних операцій України. Крім своєї основної діяльності, займається розвитком спортивних і дитячих військово-патріотичних організацій.
Керував відбиттям атаки чеченських найманців на Донецький аеропорт.
Восени 2014 року балотувався по 103-му виборчому окрузі від «Народного фронту» Яценюка в народні депутати України.
На виборах до Кіровоградської обласної ради 2015 року балотувався від партії «Блок Петра Порошенка „Солідарність“». На час виборів проживав у Хмельницькому, був командиром 3-го окремого полку спеціального призначення.

## Нагороди
19 липня 2014 року — за особисту мужність і героїзм, виявлені у захисті державного суверенітету та територіальної цілісності України, вірність військовій присязі під час російсько-української війни, відзначений — нагороджений орденом Богдана Хмельницького III ступеня.